# フィールドマーケティング
フィールドマーケティング (英: field marketing)そしてフィールド販売 (英: field selling)は、ダイレクトマーケティングの伝統的な分野であり、「フィールド」で販促活動を行うさまざまな人々 (配信、監査、販売、サンプリング等)が関与する。 
フィールドマーケティングは、歴史的に一方向のコミュニケーションツールと考えられてきた。ブランドのメッセージは、サンプル、商品、文献等の媒体を介して、販促担当者から消費者に配信される。
現在、フィールドマーケティングには、サンプルに関するフィードバックのリクエストや、ソーシャルメディアでブランドをフォローするように消費者を招待するなどの双方向のコミュニケーションも含まれる場合がある。
フィールドマーケティングは、対面の個人的な接触のダイレクトマーケティングであるため、他のすべてのダイレクトマーケティング活動と区別できる。フィールドマーケティングには、ターゲットを絞った直接販売プロモーション、マーチャンダイジング、監査、サンプリングとデモンストレーション、体験型マーケティング、ロードショーの開催、イベント、ミステリーショッピング等がある。これらの手法を組み合わせて販促活動を行うことで、投資収益率（ROI）をもたらす。これは、フィールドマーケティングの重要な機能であり利点である。収益支出を確認することで、利益を得ることができる。 
フィールドマーケターは、ITやコンピュータも使いながら競合他社のキャンペーン対抗、市場分布の拡大などを通してマーケティング業務をサポートする。この職種は、さまざまな業界の幅広い知識を持っていることが求められる。コンピュータを活用することで、クライアントの市場のニーズに合わせて変化する環境のダイナミクスに対する高速で柔軟なソリューションを可能にする、高精度・高速のレポートとデータ分析が可能となる。各キャンペーンには、クライアントの予算を最大化し、可能な限り多くの見返りを与えるために、2つ以上の中核分野が含まれる場合がある。 